# Skyggebanksektoren
Skyggebanksektoren er en del af den finansielle sektor, som driver banklignende virksomhed, men som ikke er underlagt de regler, som ellers gælder for banksektoren. EU definerer skyggebankvirksomhed som kreditformidling uden for det almindelige banksystem.. Omfanget af denne virksomhed vurderes til cirka 46 trillioner euro i 2012.
Financial Stability Board definerer skyggebanksystemet som finansielle enheder udenfor det regulerede banksystem, der udfører de samme kernefunktioner som det regulerede banksystem, såsom løbetidstransformation (låne kort for at finansiere lange investeringer), likviditetstransformation (omdannelse af likvide aktiver
såsom penge til illikvide aktiver såsom lange lån), leverage (låne penge til at købe aktiver, hvorved både mulighed for gevinst og tab på aktiverne øges) og kredittransformation (flytte risikoen ved låntagers konkurs fra långiver til anden investor). Væksten i skyggebanksystemet kan således ses som vækst i den del af det finansielle
system, der ikke er underlagt samme regulering som traditionelle banker.
En undersøgelse fra Federal Reserve Bank of New York (Adrian, Covitz & Liang,
2013) påviser, at dette skyggebanksystem er blevet lige så stort som de traditionelle
bankvirksomheder. Hvor passiverne i shadow banks, commercial banks og
bank holding companies hver udgjorde ca. 50 pct. af BNP i 1960, udgør de traditionelle
banker i dag hhv. 77 pct. og 100 pct. af BNP, mens shadow banking udgør 172
pct. Det vil sige, at størstedelen af den vækst, der er sket i passiverne i det amerikanske
banksystem, er i shadow banks.

## Eksternt link
- http://www.information.dk/emne/skyggebanker

| Økonomi | Spire Denne artikel om økonomi er en spire som bør udbygges. Du er velkommen til at hjælpe Wikipedia ved at udvide den. |